# Liste der Olympiasieger im Boxen
Die Liste der Olympiasieger im Boxen listet alle Sieger sowie die Zweit- und Drittplatzierten der Box-Wettbewerbe bei den Olympischen Sommerspielen auf. Sie ist gegliedert nach Geschlecht sowie aktuellen und früheren Gewichtsklassen. Im weiteren Teil werden die erfolgreichsten Boxer aufgelistet, die mindestens zwei Goldmedaillen gewonnen haben. Den Abschluss bildet die Nationenwertung.

## Männer

### Aktuelle Gewichtsklassen

#### Fliegengewicht
- bis 47,63 kg (1904)
- bis 50,8 kg (1920–1936)
- bis 51 kg (1948–2008)
- bis 52 kg (2012–2020)
- bis 51 kg (seit 2024)

| Olympia | Gold               | Silber                   | Bronze                               |
| ------- | ------------------ | ------------------------ | ------------------------------------ |
| 1904    | George Finnegan    | Miles Burke              | nicht vergeben                       |
| 1920    | Frankie Genaro     | Anders Pedersen          | William Cuthbertson                  |
| 1924    | Fidel LaBarba      | James McKenzie           | Raymond Fee                          |
| 1928    | Antal Kocsis       | Armand Apell             | Carlo Cavagnoli                      |
| 1932    | István Énekes      | Francisco Cabañas        | Louis Salica                         |
| 1936    | Willy Kaiser       | Gavino Matta             | Louis Laurie                         |
| 1948    | Pascual Pérez      | Spartaco Bandinelli      | Han Soo-an                           |
| 1952    | Nathan Brooks      | Edgar Basel              | Anatoli Bulakow Willie Toweel        |
| 1956    | Terence Spinks     | Mircea Dobrescu          | Johnny Caldwell René Libeer          |
| 1960    | Gyula Török        | Sergei Siwko             | Abdelmoneim El-Guindi Kiyoshi Tanabe |
| 1964    | Fernando Atzori    | Artur Olech              | Robert Carmody Stanislaw Sorokin     |
| 1968    | Ricardo Delgado    | Artur Olech              | Servilio de Oliveira Leo Rwabwogo    |
| 1972    | Georgi Kostadinow  | Leo Rwabwogo             | Leszek Błażyński Douglas Rodríguez   |
| 1976    | Leo Randolph       | Ramón Duvalón            | Leszek Błażyński Dawit Torosjan      |
| 1980    | Petar Lessow       | Wiktor Miroschnytschenko | Hugh Russell János Váradi            |
| 1984    | Steve McCrory      | Redžep Redžepovski       | Ibrahim Bilali Eyüp Can              |
| 1988    | Kim Kwang-sun      | Andreas Tews             | Mariano González Timofei Skrjabin    |
| 1992    | Choi Chol-su       | Raúl González            | Tim Austin István Kovács             |
| 1996    | Maikro Romero      | Bolat Schumadilow        | Zoltan Lunka Albert Pakejew          |
| 2000    | Wijan Ponlid       | Bolat Schumadilow        | Wolodymyr Sydorenko Jérôme Thomas    |
| 2004    | Yuriorkis Gamboa   | Jérôme Thomas            | Fuad Aslanov Rustam Rahimov          |
| 2008    | Somjit Jongjohor   | Andry Laffita            | Vincenzo Picardi Georgi Balakschin   |
| 2012    | Robeisy Ramírez    | Njambajaryn Tögstsogt    | Michail Alojan Michael Conlan        |
| 2016    | Shahobiddin Zoirov | Michail Alojan           | Yoel Finol Hu Jianguan               |
| 2020    | Galal Yafai        | Carlo Paalam             | Säken Bibossynow Ryōmei Tanaka       |
| 2024    | Hasanboy Doʻsmatov | Billal Bennama           | Yunior Alcántara David de Pina       |

#### Federgewicht
- bis 56,70 kg (1904)
- bis 57,15 kg (1908–1936)
- bis 58 kg (1948)
- bis 57 kg (1952–2008, seit 2020)

| Olympia | Gold                  | Silber                 | Bronze                                |
| ------- | --------------------- | ---------------------- | ------------------------------------- |
| 1904    | Oliver Kirk           | Frank Haller           | Frederick Gilmore                     |
| 1908    | Richard Gunn          | Charles Morris         | Hugh Roddin                           |
| 1920    | Paul Fritsch          | Jean Gachet            | Edoardo Garzena                       |
| 1924    | Jackie Fields         | Joseph Salas           | Pedro Quartucci                       |
| 1928    | Bep van Klaveren      | Víctor Peralta         | Harold Devine                         |
| 1932    | Carmelo Robledo       | Josef Schleinkofer     | Allan Carlsson                        |
| 1936    | Oscar Casanovas       | Charles Catterall      | Josef Miner                           |
| 1948    | Ernesto Formenti      | Dennis Shepherd        | Aleksy Antkiewicz                     |
| 1952    | Ján Zachara           | Sergio Caprari         | Leonard Leisching Joseph Ventaja      |
| 1956    | Wladimir Safronow     | Thomas Nicholls        | Pentti Hämäläinen Henryk Niedźwiedzki |
| 1960    | Francesco Musso       | Jerzy Adamski          | Jorma Limmonen William Meyers         |
| 1964    | Stanislaw Stepaschkin | Anthony Villanueva     | Charles Brown Heinz Schulz            |
| 1968    | Antonio Roldán        | Al Robinson            | Iwan Michajlow Philip Waruinge        |
| 1972    | Boris Kusnezow        | Philip Waruinge        | András Botos Clemente Rojas           |
| 1976    | Ángel Herrera         | Richard Nowakowski     | Leszek Kosedowski Juan Paredes        |
| 1980    | Rudi Fink             | Adolfo Horta           | Krzysztof Kosedowski Wiktor Rybakow   |
| 1984    | Meldrick Taylor       | Peter Konyegwachie     | Turgut Aykaç Omar Catarí              |
| 1988    | Giovanni Parisi       | Daniel Dumitrescu      | Abdelhak Achik Lee Jae-hyuk           |
| 1992    | Andreas Tews          | Faustino Reyes         | Ramaz Paliani Hocine Soltani          |
| 1996    | Somluck Kamsing       | Serafim Todorow        | Pablo Chacón Floyd Mayweather Jr.     |
| 2000    | Beksat Sattarchanow   | Ricardo Juarez         | Kamil Dschamaludinow Tahar Tamsamani  |
| 2004    | Alexei Tischtschenko  | Kim Song-guk           | Jo Seok-hwan Vitali Tajbert           |
| 2008    | Wassyl Lomatschenko   | Khedafi Djelkhir       | Yakup Kılıç Şahin İmranov             |
| 2020    | Albert Batyrgasijew   | Duke Ragan             | Lázaro Álvarez Samuel Takyi           |
| 2024    | Abdumalik Xaloqov     | Munarbek Sejitbek Uulu | Charlie Senior Javier Ibáñez          |

#### Leichtgewicht
- bis 61,24 kg (1904, 1920–1936)
- bis 63,5 kg (1908)
- bis 62 kg (1948)
- bis 60 kg (1952–2020)
- bis 63,5 kg (seit 2024)

| Olympia | Gold                 | Silber              | Bronze                                       |
| ------- | -------------------- | ------------------- | -------------------------------------------- |
| 1904    | Harry Spanjer        | Russell van Horn    | Peter Sturholdt                              |
| 1908    | Frederick Grace      | Frederick Spiller   | Harry Johnson                                |
| 1920    | Samuel Mosberg       | Gotfred Johansen    | Clarence Newton                              |
| 1924    | Hans Nielsen         | Alfredo Copello     | Frederick Boylstein                          |
| 1928    | Carlo Orlandi        | Stephen Halaiko     | Gunnar Berggren                              |
| 1932    | Lawrence Stevens     | Thure Ahlqvist      | Nathan Bor                                   |
| 1936    | Imre Harangi         | Nikolai Stepulov    | Erik Ågren                                   |
| 1948    | Gerald Dreyer        | Joseph Vissers      | Svend Wad                                    |
| 1952    | Aureliano Bolognesi  | Aleksy Antkiewicz   | Gheorghe Fiat Erkki Pakkanen                 |
| 1956    | Richard McTaggart    | Harry Kurschat      | Anthony Byrne Anatoli Lagetko                |
| 1960    | Kazimierz Paździor   | Sandro Lopopolo     | Abel Laudonio Richard McTaggart              |
| 1964    | Józef Grudzień       | Wilikton Barannikow | Ronnie Harris James McCourt                  |
| 1968    | Ronnie Harris        | Józef Grudzień      | Calistrat Cuțov Zvonimir Vujin               |
| 1972    | Jan Szczepański      | László Orbán        | Samuel Mbugua Alfonso Pérez                  |
| 1976    | Howard Davis         | Simion Cuțov        | Ace Rusevski Wassili Solomin                 |
| 1980    | Ángel Herrera        | Wiktor Demjanenko   | Kazimierz Adach Richard Nowakowski           |
| 1984    | Pernell Whitaker     | Luis Ortiz          | Chun Chil-sung Martin N’Dongo                |
| 1988    | Andreas Zülow        | George Cramne       | Romallis Ellis Nergüin Enchbat               |
| 1992    | Óscar de la Hoya     | Marco Rudolph       | Namdschilyn Bajarsaichan Hong Sung-sik       |
| 1996    | Hocine Soltani       | Tontscho Tontschew  | Terrance Cauthen Leonard Doroftei            |
| 2000    | Mario Kindelán       | Andreas Kotelnik    | Cristián Bejarano Alexander Maletin          |
| 2004    | Mario Kindelán       | Amir Khan           | Murat Chratschow Serik Jeleuow               |
| 2008    | Alexei Tischtschenko | Daouda Sow          | Hratschik Jawachjan Yordenis Ugás            |
| 2012    | Wassyl Lomatschenko  | Han Soon-chul       | Yasniel Toledo Evaldas Petrauskas            |
| 2016    | Robson Conceição     | Sofiane Oumiha      | Lázaro Álvarez Dordschnjambuugiin Otgondalai |
| 2020    | Andy Cruz Gómez      | Keyshawn Davis      | Harry Garside Howhannes Batschkow            |
| 2024    | Erislandy Álvarez    | Sofiane Oumiha      | Lascha Guruli Wyatt Sanford                  |

#### Weltergewicht
- bis 65,27 kg (1904)
- bis 66,68 kg (1920–1936)
- bis 67 kg (1948–2000)
- bis 69 kg (2004–2020)
- bis 71 kg (seit 2024)

| Olympia | Gold                      | Silber                       | Bronze                               |
| ------- | ------------------------- | ---------------------------- | ------------------------------------ |
| 1904    | Albert Young              | Harry Spanjer                | Joseph Lydon                         |
| 1920    | Albert Schneider          | Alexander Ireland            | Frederick Colberg                    |
| 1924    | Jean Delarge              | Héctor Méndez                | Douglas Lewis                        |
| 1928    | Ted Morgan                | Raúl Landini                 | Raymond Smillie                      |
| 1932    | Edward Flynn              | Erich Campe                  | Bruno Ahlberg                        |
| 1936    | Sten Suvio                | Michael Murach               | Gerhard Pedersen                     |
| 1948    | Július Torma              | Horace Herring               | Alessandro D’Ottavio                 |
| 1952    | Zygmunt Chychła           | Sergei Schtscherbakow        | Günther Heidemann Victor Jørgensen   |
| 1956    | Nicolae Linca             | Frederick Tiedt              | Nicholas Gargano Kevin John Hogarth  |
| 1960    | Nino Benvenuti            | Juri Michailowitsch Radonjak | Leszek Drogosz James Lloyd           |
| 1964    | Marian Kasprzyk           | Ričardas Tamulis             | Silvano Bertini Pertti Purhonen      |
| 1968    | Manfred Wolke             | Joseph Bessala               | Mario Guilloti Wolodymyr Mussalimow  |
| 1972    | Emilio Correa             | János Kajdi                  | Richard Murunga Jesse Valdez         |
| 1976    | Jochen Bachfeld           | Pedro Gamarro                | Reinhard Skricek Victor Zilberman    |
| 1980    | Andrés Aldama             | John Mugabi                  | Karl-Heinz Krüger Kazimierz Szczerba |
| 1984    | Mark Breland              | An Young-su                  | Luciano Bruno Joni Nyman             |
| 1988    | Robert Wangila            | Laurent Boudouani            | Jan Dydak Kenneth Gould              |
| 1992    | Michael Carruth           | Juan Hernández Sierra        | Aníbal Acevedo Arkhom Chenglai       |
| 1996    | Oleg Saitow               | Juan Hernández Sierra        | Daniel Santos Marian Simion          |
| 2000    | Oleg Saitow               | Serhij Dozenko               | Witali Grusac Dorel Simion           |
| 2004    | Baqtijar Artajew          | Lorenzo Aragón               | Kim Jung-joo Oleg Saitow             |
| 2008    | Baqyt Särsekbajew         | Carlos Banteur               | Kim Jung-joo Qanat Ïsläm             |
| 2012    | Serik Säpijew             | Fred Evans                   | Andrei Samkowoi Taras Schelestjuk    |
| 2016    | Danijar Jeleussinow       | Shaxram Gʻiyosov             | Mohammed Rabii Souleymane Cissokho   |
| 2020    | Roniel Iglesias           | Pat McCormack                | Andrei Samkowoi Aidan Walsh          |
| 2024    | Asadxoʻja Moʻydinxoʻjayev | Marco Verde                  | Omari Jones Lewis Richardson         |

#### Mittelgewicht
- bis 71,67 kg (1904–1908)
- bis 72,57 kg (1920–1936)
- bis 73 kg (1948)
- bis 75 kg (1952–2020)
- bis 80 kg (seit 2024)

| Olympia | Gold                   | Silber                    | Bronze                               |
| ------- | ---------------------- | ------------------------- | ------------------------------------ |
| 1904    | Charles Mayer          | Benjamin Spradley         | nicht vergeben                       |
| 1908    | Johnny Douglas         | Reginald Baker            | William Philo                        |
| 1920    | Harry Mallin           | Georges Prud’Homme        | Moe Herscovitch                      |
| 1924    | Harry Mallin           | John Elliott              | Joseph Beecken                       |
| 1928    | Piero Toscani          | Jan Heřmánek              | Léonard Steyaert                     |
| 1932    | Carmen Barth           | Amado Azar                | Ernest Peirce                        |
| 1936    | Jean Despeaux          | Henry Tiller              | Raúl Villarreal                      |
| 1948    | László Papp            | John Wright               | Ivano Fontana                        |
| 1952    | Floyd Patterson        | Vasile Tiță               | Boris Nikolow Stig Sjölin            |
| 1956    | Gennadi Schatkow       | Ramón Tapia               | Gilbert Chapron Víctor Zalazar       |
| 1960    | Edward Crook           | Tadeusz Walasek           | Jewgeni Feofanow Ion Monea           |
| 1964    | Waleri Popentschenko   | Emil Schulz               | Francesco Valle Tadeusz Walasek      |
| 1968    | Christopher Finnegan   | Alexei Kisseljow          | Alfred Jones Agustín Zaragoza        |
| 1972    | Wjatscheslaw Lemeschew | Reima Virtanen            | Prince Amartey Marvin Johnson        |
| 1976    | Michael Spinks         | Rufat Riskijew            | Luis Martínez Alec Năstac            |
| 1980    | José Gómez             | Wiktor Sawtschenko        | Jerzy Rybicki Valentin Silaghi       |
| 1984    | Shin Joon-sup          | Virgil Hill               | Arístides González Mohamed Zaoui     |
| 1988    | Henry Maske            | Egerton Marcus            | Christopher Sande Hussain Shah Syed  |
| 1992    | Ariel Hernández        | Chris Byrd                | Chris Johnson Lee Seung-bae          |
| 1996    | Ariel Hernández        | Malik Beyleroğlu          | Mohamed Bahari Rhoshii Wells         |
| 2000    | Jorge Gutiérrez        | Gaidarbek Gaidarbekow     | Zsolt Erdei Vüqar Ələkbərov          |
| 2004    | Gaidarbek Gaidarbekow  | Gennadi Golowkin          | Andre Dirrell Suriya Prasathinphimai |
| 2008    | James DeGale           | Emilio Correa junior      | Darren Sutherland Vijender Kumar     |
| 2012    | Ryōta Murata           | Esquiva Falcão Florentino | Anthony Ogogo Abbos Atoyev           |
| 2016    | Arlen López            | Bektemir Meliqoʻziyev     | Kamran Şahsuvarlı Misael Rodríguez   |
| 2020    | Hebert Conceição       | Oleksandr Chyschnjak      | Eumir Marcial Gleb Bakschi           |
| 2024    | Oleksandr Chyschnjak   | Nurbek Oralbai            | Arlen López Cristian Pinales         |

#### Schwergewicht
- über 71,67 kg (1904–1908)
- über 79,38 kg (1920–1936)
- über 80 kg (1948)
- über 81 kg (1952–1980)
- bis 91 kg (1984–2020)
- bis 92 kg (seit 2024)

| Olympia | Gold                  | Silber                  | Bronze                               |
| ------- | --------------------- | ----------------------- | ------------------------------------ |
| 1904    | Samuel Berger         | Charles Mayer           | William Michaels                     |
| 1908    | Albert Oldman         | Sydney Evans            | Frank Parks                          |
| 1920    | Ronald Rawson         | Søren Petersen          | Xavier Eluère                        |
| 1924    | Otto von Porat        | Søren Petersen          | Alfredo Porzio                       |
| 1928    | Arturo Rodríguez      | Nils Arvid Ramm         | Michael Michaelsen                   |
| 1932    | Santiago Lovell       | Luigi Rovati            | Frederick Feary                      |
| 1936    | Herbert Runge         | Guillermo Lovell        | Erling Nilsen                        |
| 1948    | Rafael Iglesias       | Gunnar Nilsson          | John Arthur                          |
| 1952    | Ed Sanders            | Ingemar Johansson       | Ilkka Koski Andries Nieman           |
| 1956    | Pete Rademacher       | Lew Muchin              | Daan Bekker Giacomo Bozzano          |
| 1960    | Franco De Piccoli     | Daan Bekker             | Josef Němec Günter Siegmund          |
| 1964    | Joe Frazier           | Hans Huber              | Wadim Jemeljanow Giuseppe Ros        |
| 1968    | George Foreman        | Jonas Čepulis           | Giorgio Bambini Joaquín Rocha        |
| 1972    | Teófilo Stevenson     | Ion Alexe               | Peter Hussing Hasse Thomsén          |
| 1976    | Teófilo Stevenson     | Mircea Simon            | Clarence Hill John Tate              |
| 1980    | Teófilo Stevenson     | Pjotr Sajew             | Jürgen Fanghänel István Lévai        |
| 1984    | Henry Tillman         | Willie deWit            | Angelo Musone Arnold Vanderlyde      |
| 1988    | Ray Mercer            | Baik Hyun-man           | Andrzej Gołota Arnold Vanderlyde     |
| 1992    | Félix Savón           | David Izonritei         | David Tua Arnold Vanderlyde          |
| 1996    | Félix Savón           | David Defiagbon         | Nate Jones Luan Krasniqi             |
| 2000    | Félix Savón           | Sultan Ibragimow        | Sebastian Köber Wladimer Tschanturia |
| 2004    | Odlanier Solís        | Wiktar Sujeu            | Naser Al Shami Mohamed Elsayed       |
| 2008    | Rachim Tschachkijew   | Clemente Russo          | Osmay Acosta Deontay Wilder          |
| 2012    | Oleksandr Ussyk       | Clemente Russo          | Teymur Məmmədov Terwel Pulew         |
| 2016    | Jewgeni Tischtschenko | Wassili Lewit           | Erislandy Savón Rustam Toʻlaganov    |
| 2020    | Julio César La Cruz   | Muslim Gadschimagomedow | David Nyika Abner Teixeira           |
| 2024    | Lazizbek Mullojonov   | Loren Alfonso           | Dawlat Boltajew Enmanuel Reyes       |

#### Superschwergewicht
- über 91 kg (1984–2020)
- über 92 kg (seit 2024)

| Olympia | Gold               | Silber                 | Bronze                                          |
| ------- | ------------------ | ---------------------- | ----------------------------------------------- |
| 1984    | Tyrell Biggs       | Francesco Damiani      | Aziz Salihu Robert Wells                        |
| 1988    | Lennox Lewis       | Riddick Bowe           | Alexander Miroschnytschenko Janusz Zarenkiewicz |
| 1992    | Roberto Balado     | Richard Igbineghu      | Brian Nielsen Swilen Rusinow                    |
| 1996    | Wladimir Klitschko | Paea Wolfgramm         | Duncan Dokiwari Alexei Lesin                    |
| 2000    | Audley Harrison    | Muchtarchan Dildäbekow | Rustam Saidov Paolo Vidoz                       |
| 2004    | Alexander Powetkin | Mohamed Aly Reda       | Roberto Cammarelle Michel López                 |
| 2008    | Roberto Cammarelle | Zhang Zhilei           | David Price Wjatscheslaw Hlaskow                |
| 2012    | Anthony Joshua     | Roberto Cammarelle     | Məhəmmədrəsul Məcidov Iwan Dytschko             |
| 2016    | Tony Yoka          | Joseph Joyce           | Filip Hrgović Iwan Dytschko                     |
| 2020    | Bahodir Jalolov    | Richard Torrez         | Frazer Clarke Qamschybek Qongqabajew            |
| 2024    | Bahodir Jalolov    | Ayoub Ghadfa           | Djamili-Dini Aboudou Nelvie Tiafack             |

### Frühere Gewichtsklassen

#### Halbfliegengewicht
- bis 48 kg (1968–2008)
- bis 49 kg (2012–2016)

| Olympia | Gold                | Silber                   | Bronze                               |
| ------- | ------------------- | ------------------------ | ------------------------------------ |
| 1968    | Francisco Rodríguez | Jee Yong-ju              | Harlan Marbley Hubert Skrzypczak     |
| 1972    | György Gedó         | Kim U-gil                | Ralph Evans Enrique Rodríguez        |
| 1976    | Jorge Hernández     | Li Byong-uk              | Orlando Maldonado Phayao Phoontharat |
| 1980    | Schamil Sabirow     | Hipólito Ramos           | Ismail Mustafow Li Byong-uk          |
| 1984    | Paul Gonzales       | Salvatore Todisco        | Marcelino Bolívar Keith Mwila        |
| 1988    | Iwajlo Marinow      | Michael Carbajal         | Róbert Isaszegi Leopoldo Serantes    |
| 1992    | Rogelio Marcelo     | Daniel Petrow            | Jan Quast Roel Velasco               |
| 1996    | Daniel Petrow       | Mansueto Velasco         | Oleh Kyrjuchin Rafael Lozano         |
| 2000    | Brahim Asloum       | Rafael Lozano            | Kim Un-chol Maikro Romero            |
| 2004    | Yan Barthelemí      | Atagün Yalçınkaya        | Sergei Kasakow Zhou Shiming          |
| 2008    | Zhou Shiming        | Pürewdordschiin Serdamba | Paddy Barnes Yampier Hernández       |
| 2012    | Zhou Shiming        | Kaew Pongprayoon         | Paddy Barnes Dawid Airapetjan        |
| 2016    | Hasanboy Doʻsmatov  | Yuberjen Martínez        | Joahnys Argilagos Nico Hernández     |

#### Bantamgewicht
- bis 52,16 kg (1904)
- bis 52,62 kg (1908)
- bis 53,5 kg (1920–1928)
- bis 54 kg (1932–2008)
- bis 56 kg (2012–2016)

| Olympia | Gold                    | Silber              | Bronze                                |
| ------- | ----------------------- | ------------------- | ------------------------------------- |
| 1904    | Oliver Kirk             | George Finnegan     | nicht vergeben                        |
| 1908    | Henry Thomas            | John Condon         | William Webb                          |
| 1920    | Clarence Walker         | Clifford Graham     | George McKenzie                       |
| 1924    | William Smith           | Salvatore Tripoli   | Jean Ces                              |
| 1928    | Vittorio Tamagnini      | John Daley          | Harry Isaacs                          |
| 1932    | Horace Gwynne           | Hans Ziglarski      | José Villanueva                       |
| 1936    | Ulderico Sergo          | George Wilson       | Fidel Ortíz                           |
| 1948    | Tibor Csík              | Giovanni Zuddas     | Juan Venegas                          |
| 1952    | Pentti Hämäläinen       | John McNally        | Gennadi Garbusow Kang Joon-ho         |
| 1956    | Wolfgang Behrendt       | Song Soon-chun      | Claudio Barrientos Frederick Gilroy   |
| 1960    | Oleg Grigorjew          | Primo Zamparini     | Brunon Bendig Oliver Taylor           |
| 1964    | Takao Sakurai           | Chung Shin-cho      | Juan Mendoza Washington Rodríguez     |
| 1968    | Walerian Sokolow        | Eridadi Mukwanga    | Chang Kyou-chul Eiji Morioka          |
| 1972    | Orlando Martínez        | Alfonso Zamora      | Ricardo Carreras George Turpin        |
| 1976    | Gu Yong-ju              | Charles Mooney      | Patrick Cowdell Wiktor Rybakow        |
| 1980    | Juan Bautista Hernández | Bernardo Piñango    | Michael Parris Dumitru Cipere         |
| 1984    | Maurizio Stecca         | Héctor López        | Pedro Nolasco Dale Walters            |
| 1988    | Kennedy McKinney        | Aleksandar Christow | Phajol Moolsan Jorge Julio Rocha      |
| 1992    | Joel Casamayor          | Wayne McCullough    | Mohamed Achik Li Gwang-sik            |
| 1996    | István Kovács           | Arnaldo Mesa        | Vichai Rachanon Raimkul Malachbekow   |
| 2000    | Guillermo Rigondeaux    | Raimkul Malachbekow | Serhij Daniltschenko Clarence Vinson  |
| 2004    | Guillermo Rigondeaux    | Worapoj Petchkoom   | Ağası Məmmədov Bahodirjon Sultonov    |
| 2008    | Enchbatyn Badar-Uugan   | Yankiel León        | Veaceslav Gojan Bruno Julie           |
| 2012    | Luke Campbell           | John Joe Nevin      | Lázaro Álvarez Satoshi Shimizu        |
| 2016    | Robeisy Ramírez         | Shakur Stevenson    | Wladimir Nikitin Murodjon Ahmadaliyev |

#### Halbweltergewicht
- bis 63,5 kg (1952–2000)
- bis 64 kg (2004–2016)

| Olympia | Gold                     | Silber              | Bronze                                            |
| ------- | ------------------------ | ------------------- | ------------------------------------------------- |
| 1952    | Charles Adkins           | Wiktor Mednow       | Erkki Mallenius Bruno Visintin                    |
| 1956    | Wladimir Jengibarjan     | Franco Nenci        | Constantin Dumitrescu Henry Loubscher             |
| 1960    | Bohumil Němeček          | Clement Quartey     | Quincey Daniels Marian Kasprzyk                   |
| 1964    | Jerzy Kulej              | Jewgeni Frolow      | Eddie Blay Habib Galhia                           |
| 1968    | Jerzy Kulej              | Enrique Regüeiferos | Arto Nilsson James Wallington                     |
| 1972    | Ray Seales               | Angel Angelow       | Issaka Daboré Zvonimir Vujin                      |
| 1976    | Ray Leonard              | Andrés Aldama       | Wladimir Kolew Kazimierz Szczerba                 |
| 1980    | Patrizio Oliva           | Serik Qonaqbajew    | José Aguilar Pulsán Anthony Willis                |
| 1984    | Jerry Page               | Dhawee Umponmaha    | Mircea Fulger Mirko Puzović                       |
| 1988    | Wjatschaslau Janouski    | Grahame Cheney      | Reiner Gies Lars Myrberg                          |
| 1992    | Héctor Vinent            | Mark Leduc          | Leonard Doroftei Jyri Kjäll                       |
| 1996    | Héctor Vinent            | Oktay Urkal         | Fathi Missaoui Bolat Nijasymbetow                 |
| 2000    | Muhammadqodir Abdullayev | Ricardo Williams    | Mohamed Allalou Diógenes Luna                     |
| 2004    | Manus Boonjumnong        | Yudel Johnson       | Boris Georgiew Ionuț Gheorghe                     |
| 2008    | Felix Díaz               | Manus Boonjumnong   | Alexis Vastine Roniel Iglesias                    |
| 2012    | Roniel Iglesias          | Denys Berintschyk   | Vincenzo Mangiacapre Urantschimegiin Mönch-Erdene |
| 2016    | Fazliddin Gʻoibnazarov   | Collazo Sotomayor   | Artem Harutiunian Witali Dunaizew                 |

#### Halbmittelgewicht
- bis 71 kg (1952–2000)

| Olympia | Gold                | Silber                | Bronze                                |
| ------- | ------------------- | --------------------- | ------------------------------------- |
| 1952    | László Papp         | Theunis van Schalkwyk | Eladio Herrera Boris Tischin          |
| 1956    | László Papp         | José Torres           | John McCormack Zbigniew Pietrzykowski |
| 1960    | Wilbert McClure     | Carmelo Bossi         | William Fisher Boris Lagutin          |
| 1964    | Boris Lagutin       | Joseph Gonzales       | Józef Grzesiak Nojim Maiyegun         |
| 1968    | Boris Lagutin       | Rolando Garbey        | Johnny Baldwin Günther Meier          |
| 1972    | Dieter Kottysch     | Wiesław Rudkowski     | Alan Minter Peter Tiepold             |
| 1976    | Jerzy Rybicki       | Tadija Kačar          | Rolando Garbey Wiktor Sawtschenko     |
| 1980    | Armando Martínez    | Alexander Koschkin    | Ján Franek Detlef Kästner             |
| 1984    | Frank Tate          | Shawn O’Sullivan      | Christophe Tiozzo Manfred Zielonka    |
| 1988    | Park Si-hun         | Roy Jones jr.         | Raymond Downey Richie Woodhall        |
| 1992    | Juan Carlos Lemus   | Orhan Delibaş         | György Mizsei Robin Reid              |
| 1996    | David Reid          | Alfredo Duvergel      | Jermachan Ybrajymow Karim Toʻlaganov  |
| 2000    | Jermachan Ybrajymow | Marian Simion         | Jermain Taylor Pornchai Thongburan    |

#### Halbschwergewicht
- bis 79,38 kg (1920–1936)
- bis 80 kg (1948)
- bis 81 kg (1952–2020)

| Olympia | Gold                | Silber                 | Bronze                                   |
| ------- | ------------------- | ---------------------- | ---------------------------------------- |
| 1920    | Edward Eagan        | Sverre Sørsdal         | Harold Franks                            |
| 1924    | Harry Mitchell      | Thyge Petersen         | Sverre Sørsdal                           |
| 1928    | Víctor Avendaño     | Ernst Pistulla         | Karel Miljon                             |
| 1932    | David Carstens      | Gino Rossi             | Peter Jørgensen                          |
| 1936    | Roger Michelot      | Richard Vogt           | Francisco Risiglione                     |
| 1948    | George Hunter       | Don Scott              | Mauro Cia                                |
| 1952    | Norvel Lee          | Antonio Pacenza        | Anatoli Perow Harry Siljander            |
| 1956    | James Boyd          | Gheorghe Negrea        | Carlos Lucas Romualdas Murauskas         |
| 1960    | Cassius Clay        | Zbigniew Pietrzykowski | Anthony Madigan Giulio Saraudi           |
| 1964    | Cosimo Pinto        | Alexei Kisseljow       | Alexandar Nikolow Zbigniew Pietrzykowski |
| 1968    | Danas Pozniakas     | Ion Monea              | Stanisław Dragan Georgi Stankow          |
| 1972    | Mate Parlov         | Gilberto Carrillo      | Janusz Gortat Isaac Ikhouria             |
| 1976    | Leon Spinks         | Sixto Soria            | Costică Dafinoiu Janusz Gortat           |
| 1980    | Slobodan Kačar      | Paweł Skrzecz          | Herbert Bauch Ricardo Rojas              |
| 1984    | Anton Josipović     | Kevin Barry            | Evander Holyfield Mustapha Moussa        |
| 1988    | Andrew Maynard      | Nurmagomed Schanawasow | Henryk Petrich Damir Škaro               |
| 1992    | Torsten May         | Rostyslaw Saulytschnyj | Wojciech Bartnik Zoltán Béres            |
| 1996    | Wassili Schirow     | Lee Seung-bae          | Antonio Tarver Thomas Ulrich             |
| 2000    | Alexander Lebsjak   | Rudolf Kraj            | Andrij Fedtschuk Sergey Mixaylov         |
| 2004    | Andre Ward          | Mahamed Aryphadschyjeu | Oʻtkirbek Haydarov Ahmed Ismail          |
| 2008    | Zhang Xiaoping      | Kenneth Egan           | Jerkebulan Schynalijew Tony Jeffries     |
| 2012    | Jegor Mechonzew     | Ädilbek Nijasymbetow   | Yamaguchi Falcão Oleksandr Hwosdyk       |
| 2016    | Julio César La Cruz | Ädilbek Nijasymbetow   | Mathieu Bauderlique Joshua Buatsi        |
| 2020    | Arlen López         | Benjamin Whittaker     | Loren Alfonso Andrei Samkowoi            |

## Frauen

### Fliegengewicht
- bis 51 kg (2012–2020)
- bis 50 kg (seit 2024)

| Olympia | Gold            | Silber             | Bronze                         |
| ------- | --------------- | ------------------ | ------------------------------ |
| 2012    | Nicola Adams    | Ren Cancan         | Marlen Esparza Mary Kom        |
| 2016    | Nicola Adams    | Sarah Ourahmoune   | Ren Cancan Íngrit Valencia     |
| 2020    | Stojka Krastewa | Buse Naz Çakıroğlu | Huang Hsiao-wen Tsukimi Namiki |
| 2024    | Wu Yu           | Buse Naz Çakıroğlu | Nasym Qysaibai Aira Villegas   |

### Bantamgewicht
- bis 54 kg (seit 2024)

| Olympia | Gold       | Silber       | Bronze                |
| ------- | ---------- | ------------ | --------------------- |
| 2024    | Chang Yuan | Hatice Akbaş | Im Ae-ji Pang Chol-mi |

### Federgewicht
- bis 57 kg (seit 2020)

| Olympia | Gold        | Silber          | Bronze                         |
| ------- | ----------- | --------------- | ------------------------------ |
| 2020    | Sena Irie   | Nesthy Petecio  | Karriss Artingstall Irma Testa |
| 2024    | Lin Yu-ting | Julia Szeremeta | Nesthy Petecio Esra Yıldız     |

### Leichtgewicht
- bis 60 kg (seit 2012)

| Olympia | Gold              | Silber           | Bronze                              |
| ------- | ----------------- | ---------------- | ----------------------------------- |
| 2012    | Katie Taylor      | Sofja Otschigawa | Adriana Araújo Mawsuna Tschorijewa  |
| 2016    | Estelle Mossely   | Yin Junhua       | Anastassija Beljakowa Mira Potkonen |
| 2020    | Kellie Harrington | Beatriz Ferreira | Sudaporn Seesondee Mira Potkonen    |
| 2024    | Kellie Harrington | Yang Wenlu       | Beatriz Ferreira Wu Shih-yi         |

### Weltergewicht
- bis 69 kg (2020)
- bis 66 kg (seit 2024)

| Olympia | Gold              | Silber   | Bronze                              |
| ------- | ----------------- | -------- | ----------------------------------- |
| 2020    | Busenaz Sürmeneli | Gu Hong  | Lovlina Borgohain Oshae Jones       |
| 2024    | Imane Khelif      | Yang Liu | Chen Nien-chin Janjaem Suwannapheng |

### Mittelgewicht
- bis 75 kg (seit 2012)

| Olympia | Gold             | Silber              | Bronze                                 |
| ------- | ---------------- | ------------------- | -------------------------------------- |
| 2012    | Claressa Shields | Nadeschda Torlopowa | Marina Wolnowa Li Jinzi                |
| 2016    | Claressa Shields | Nouchka Fontijn     | Darigha Schäkimowa Li Qian             |
| 2020    | Lauren Price     | Li Qian             | Nouchka Fontijn Senfira Magomedalijewa |
| 2024    | Li Qian          | Atheyna Bylon       | Cindy Ngamba Caitlin Parker            |

## Erfolgreichste Teilnehmer
- Platz: Reihenfolge der Athleten. Diese wird durch die Anzahl der Goldmedaillen bestimmt. Bei gleicher Anzahl werden die Silbermedaillen verglichen, danach die Bronzemedaillen.
- Name: Name des Athleten
- Land: Land, für das der Athlet startete. Bei einem Wechsel der Nationalität wird das Land genannt, für das der Athlet die letzte Medaille erzielte.
- Von: Gewinn der ersten Medaille
- Bis: Gewinn der letzten Medaille
- Gold: Anzahl der gewonnenen Goldmedaillen
- Silber: Anzahl der gewonnenen Silbermedaillen
- Bronze: Anzahl der gewonnenen Bronzemedaillen
- Gesamt: Anzahl aller gewonnenen Medaillen

| Platz | Name                 | Land                | Von  | Bis  | Gold | Silber | Bronze | Gesamt |
| ----- | -------------------- | ------------------- | ---- | ---- | ---- | ------ | ------ | ------ |
| 1     | László Papp          | Ungarn              | 1948 | 1956 | 3    | –      | –      | 3      |
| 1     | Félix Savón          | Kuba                | 1992 | 2000 | 3    | –      | –      | 3      |
| 1     | Teófilo Stevenson    | Kuba                | 1972 | 1980 | 3    | –      | –      | 3      |
| 4     | Roniel Iglesias      | Kuba                | 2008 | 2020 | 2    | –      | 1      | 3      |
| 4     | Boris Lagutin        | Sowjetunion         | 1960 | 1968 | 2    | –      | 1      | 3      |
| 4     | Arlen López          | Kuba                | 2016 | 2024 | 2    | –      | 1      | 3      |
| 4     | Oleg Saitow          | Russland            | 1996 | 2004 | 2    | –      | 1      | 3      |
| 4     | Zhou Shiming         | Volksrepublik China | 2008 | 2012 | 2    | –      | 1      | 3      |
| 9     | Nicola Adams         | Großbritannien      | 2012 | 2016 | 2    | –      | –      | 2      |
| 9     | Hasanboy Doʻsmatov   | Usbekistan          | 2016 | 2024 | 2    | –      | –      | 2      |
| 9     | Ariel Hernández      | Kuba                | 1992 | 1996 | 2    | –      | –      | 2      |
| 9     | Kellie Harrington    | Irland              | 2020 | 2024 | 2    | –      | –      | 2      |
| 9     | Ángel Herrera        | Kuba                | 1976 | 1980 | 2    | –      | –      | 2      |
| 9     | Bahodir Jalolov      | Usbekistan          | 2020 | 2024 | 2    | –      | –      | 2      |
| 9     | Mario Kindelán       | Kuba                | 2000 | 2004 | 2    | –      | –      | 2      |
| 9     | Oliver Kirk          | Vereinigte Staaten  | 1904 | 1904 | 2    | –      | –      | 2      |
| 9     | Jerzy Kulej          | Polen               | 1964 | 1968 | 2    | –      | –      | 2      |
| 9     | Julio César La Cruz  | Kuba                | 2016 | 2020 | 2    | –      | –      | 2      |
| 9     | Wassyl Lomatschenko  | Ukraine             | 2008 | 2012 | 3    | –      | –      | 3      |
| 9     | Harry Mallin         | Großbritannien      | 1920 | 1924 | 2    | –      | –      | 2      |
| 9     | Robeisy Ramírez      | Kuba                | 2012 | 2016 | 2    | –      | –      | 2      |
| 9     | Guillermo Rigondeaux | Kuba                | 2000 | 2004 | 2    | –      | –      | 2      |
| 9     | Claressa Shields     | Vereinigte Staaten  | 2012 | 2016 | 2    | –      | –      | 2      |
| 9     | Alexei Tischtschenko | Russland            | 2004 | 2008 | 2    | –      | –      | 2      |
| 9     | Héctor Vinent        | Kuba                | 1992 | 1996 | 2    | –      | –      | 2      |

## Nationenwertung
Stand: bis und mit 2024
| Platz | Land                          | Gold | Silber | Bronze | Gesamt |
| ----- | ----------------------------- | ---- | ------ | ------ | ------ |
| 01    | Vereinigte Staaten            | 50   | 27     | 41     | 118    |
| 02    | Kuba                          | 42   | 19     | 19     | 80     |
| 03    | Großbritannien                | 20   | 15     | 28     | 63     |
| 04    | Italien                       | 15   | 15     | 18     | 48     |
| 05    | Sowjetunion                   | 14   | 19     | 18     | 51     |
| 06    | Russland                      | 10   | 6      | 15     | 31     |
| 07    | Usbekistan                    | 10   | 2      | 8      | 20     |
| 07    | Ungarn                        | 10   | 2      | 8      | 20     |
| 09    | Polen                         | 8    | 10     | 26     | 44     |
| 10    | Kasachstan                    | 7    | 8      | 11     | 26     |
| 11    | Argentinien                   | 7    | 7      | 10     | 24     |
| 12    | Frankreich                    | 6    | 11     | 10     | 27     |
| 13    | China                         | 6    | 7      | 6      | 19     |
| 14    | Südafrika                     | 6    | 4      | 9      | 19     |
| 15    | Deutschland                   | 5    | 12     | 13     | 30     |
| 16    | Bulgarien                     | 5    | 5      | 10     | 20     |
| 17    | Ukraine                       | 5    | 4      | 7      | 16     |
| 18    | DDR                           | 5    | 2      | 6      | 13     |
| 19    | Irland                        | 4    | 5      | 10     | 19     |
| 20    | Thailand                      | 4    | 4      | 8      | 16     |
| 21    | Südkorea                      | 3    | 7      | 11     | 21     |
| 22    | Kanada                        | 3    | 7      | 8      | 18     |
| 23    | Jugoslawien                   | 3    | 2      | 6      | 11     |
| 24    | Tschechoslowakei              | 3    | 1      | 2      | 6      |
| 25    | Japan                         | 3    | –      | 5      | 8      |
| 26    | Mexiko                        | 2    | 4      | 8      | 14     |
| 27    | Nordkorea                     | 2    | 3      | 4      | 9      |
| 28    | Brasilien                     | 2    | 2      | 5      | 9      |
| 29    | Finnland                      | 2    | 1      | 13     | 16     |
| 30    | Algerien                      | 2    | –      | 5      | 7      |
| 31    | Rumänien                      | 1    | 9      | 15     | 25     |
| 32    | Dänemark                      | 1    | 5      | 6      | 12     |
| 33    | Türkei                        | 1    | 5      | 4      | 7      |
| 34    | Niederlande                   | 1    | 2      | 5      | 8      |
| 35    | Mongolei                      | 1    | 2      | 4      | 7      |
| 35    | Venezuela                     | 1    | 2      | 4      | 7      |
| 37    | Norwegen                      | 1    | 2      | 2      | 5      |
| 38    | Kenia                         | 1    | 1      | 5      | 7      |
| 39    | ROC                           | 1    | 1      | 4      | 6      |
| 40    | Belgien                       | 1    | 1      | 2      | 4      |
| 40    | Neuseeland                    | 1    | 1      | 2      | 4      |
| 42    | BR Deutschland                | 1    | –      | 5      | 6      |
| 43    | Dominikanische Republik       | 1    | –      | 3      | 4      |
| 43    | Chinesisch Taipeh             | 1    | –      | 3      | 4      |
| 45    | Schweden                      | –    | 5      | 6      | 11     |
| 46    | Philippinen                   | –    | 4      | 6      | 10     |
| 47    | Nigeria                       | –    | 3      | 3      | 6      |
| 47    | Spanien                       | –    | 3      | 3      | 6      |
| 49    | Uganda                        | –    | 3      | 1      | 4      |
| 50    | Aserbaidschan                 | –    | 2      | 8      | 10     |
| 51    | Belarus                       | –    | 2      | –      | 2      |
| 52    | Australien                    | –    | 1      | 6      | 7      |
| 53    | Puerto Rico                   | –    | 1      | 5      | 6      |
| 54    | Ghana                         | –    | 1      | 3      | 4      |
| 54    | Kolumbien                     | –    | 1      | 3      | 4      |
| 56    | Ägypten                       | –    | 1      | 2      | 3      |
| 56    | Chile                         | –    | 1      | 2      | 3      |
| 58    | Kamerun                       | –    | 1      | 1      | 2      |
| 58    | Vereintes Team                | –    | 1      | 1      | 2      |
| 60    | Australasien                  | –    | 1      | –      | 1      |
| 60    | Estland                       | –    | 1      | –      | 1      |
| 60    | Kirgisistan                   | –    | 1      | –      | 1      |
| 60    | Panama                        | –    | 1      | –      | 1      |
| 60    | Tschechien                    | –    | 1      | –      | 1      |
| 60    | Tonga                         | –    | 1      | –      | 1      |
| 66    | Marokko                       | –    | –      | 4      | 4      |
| 67    | Indien                        | –    | –      | 3      | 3      |
| 68    | Armenien                      | –    | –      | 2      | 2      |
| 68    | Georgien                      | –    | –      | 2      | 2      |
| 68    | Moldau                        | –    | –      | 2      | 2      |
| 68    | Tadschikistan                 | –    | –      | 2      | 2      |
| 68    | Tunesien                      | –    | –      | 2      | 2      |
| 73    | Bermuda                       | –    | –      | 1      | 1      |
| 73    | Guyana                        | –    | –      | 1      | 1      |
| 73    | Kap Verde                     | –    | –      | 1      | 1      |
| 73    | Kroatien                      | –    | –      | 1      | 1      |
| 73    | Litauen                       | –    | –      | 1      | 1      |
| 73    | Mauritius                     | –    | –      | 1      | 1      |
| 73    | Niger                         | –    | –      | 1      | 1      |
| 73    | Pakistan                      | –    | –      | 1      | 1      |
| 73    | Refugee Olympic Team          | –    | –      | 1      | 1      |
| 73    | Sambia                        | –    | –      | 1      | 1      |
| 73    | Syrien                        | –    | –      | 1      | 1      |
| 73    | Uruguay                       | –    | –      | 1      | 1      |
| 73    | Vereinigte Arabische Republik | –    | –      | 1      | 1      |